# 伊诺哈莱斯
伊诺哈莱斯，是西班牙安达卢西亚自治区韦尔瓦省的一个市镇。总面积27平方公里，总人口402人（2001年），人口密度15人/平方公里。